# Ranchos de Taos, New Mexico
Ranchos de Taos, New Mexico (енгл. Ranchos de Taos) насељено је место без административног статуса у америчкој савезној држави Њу Мексико.

## Демографија
По попису из 2010. године број становника је 2.518, што је 128 (5,4%) становника више него 2000. године.
| Група             | 2000.         | 2010.         |
| Белци             | 519 (21,7%)   | 666 (26,4%)   |
| Афроамериканци    | 4 (0,2%)      | 18 (0,7%)     |
| Азијати           | 11 (0,5%)     | 8 (0,3%)      |
| Хиспаноамериканци | 1.800 (75,3%) | 1.771 (70,3%) |
| Укупно            | 2.390         | 2.518         |